# هاري بوتر والأمير الهجين (لعبة فيديو)
هاري بوتر والأمير الهجين (بالإنجليزية: Harry Potter and the Half-Blood Prince)‏ هي لعبة مغامرات وتصويب منظور الشخص الثالث مستقبلية مقتبسة من الرواية بنفس الاسم.
وضعتها Ea 'sالضوء الساطع واستوديو إلكترونيك آرتس. التي ستصدر عن تشرين الثاني / نوفمبر، 2008 لتتزامن مع الإفراج عن مسرحية هاري بوتر ونصف الدم الأمير علي ماكنتوش، ومايكروسوفت ويندوز، نينتندو دي أس، بلاى ستيشن 2، بلاي ستيشن 3، بلاي ستيشن المحمول، وى، ومنصات اكس بوكس 360 [تحرير [لعبة ميزات

## طريق اللعب
هذه هي السمات التي تم تأكيدها حتى الآن:
- معالج يتبارز
- جعل الجرعة
- كويدتش
- هوغوورتس الحرة التجوال
- Duelling الطلاب في هوغوورتس

### وقت اللعب
المباراة عن الاستفادة وي الناءيه وsixaxis بلاي ستيشن 3 / 3 DUALSHOCK ميزات كما فعلت في هارى بوتر وجماعة العنقاء لعبة فيديو. [2]. ولكن خلافا للمباراة السابقة، ويمكن الآن لاعبين أيضا اقتراح استخدام الاستشعار من بعد والاهتزاز ميزات لمشروب الجرع. الجرعة تختمر معقدة تنطوي على بعد خطوة واحدة وصفه في وقت واحد. وتشمل الخطوات التقاط قارورة من السائل، ويهز لهم (من قبل تهز وي الناءيه) حتى الزبد، والبقشيش فان وى عن بعد أن تتدفق إلى الخليط، غاية الحرص على عدم صب في أكثر من اللازم. آخر خطوة ممكنة هو اثارة المخلوط مع وى حتى بعد التغيرات اللون. إذا كان يبدأ التذبذب، وهذا هو التوقيع على الابتعاد قبل أن يتعرض للضرب.
هاري بوتر يمكن مبارزه ضد دراكو malfoy في غرفة duelling مع منهاج طويل، مماثلا لذلك الذي ينظر اليه في فيلم حجرة الاسرار، ولكن على نطاق اوسع للسماح للنوبات المراوغة. التحرك من أجل القيام به هو دودج nunchuk مع المقود، في حين يلقي ظلالا من نوبات تتم مع nunchuk وي الناءيه والايماءات. مكافحة نوبات تنفيذها حاليا تشمل تحديد درعا (من المحتمل «ان يحمي») المدلى بها من قبل عبور وي الناءيه وnunchuk، معيار تحديد وضرب الهجوم نزولا مع وى الناءيه، تحمل النسخة بعقد وي الناءيه لفترة أطول تصل أولا، وأ أقوى هجوم من جانب توضيح يتأرجح فان وى عن بعد وnunchuck إلى اليسار.
في النسخة نينتندو دي اس للعبة، وسوف تستخدم الابره، ومرة أخرى، لفترات وكذلك الألعاب المصغره مثل gobstones، السحق والفول السحرية لالجرع، وانفجار الخاطف. فإن النهي ونسخة من اللعبة سيكون لها 6 «البيئي» بما في نوبات accio وincendio ومكافحة نوبات 12. المباراة ستكون حرة التجوال مع اسءله المصغره وكذلك بعد قصة خط.

## روابط خارجية
- هاري بوتر والأمير الهجين على موقع IMDb (الإنجليزية)